# جایزه انجمن منتقدان فیلم دالاس‌فورت وورث برای بهترین بازیگر نقش مکمل مرد
جایزه انجمن منتقدان فیلم دالاس‌فورت وورث برای بهترین بازیگر نقش مکمل مرد (به انگلیسی: Dallas–Fort Worth Film Critics Association Award for Best Supporting Actor) جایزه‌ای است که توسط انجمن منتقدان فیلم دالاس‌فورت وورث اهدا می‌شود. این جایزه به افتخار بازیگر مردی که در نقش مکمل بازی برجسته‌ای ارائه کرده‌است اهدا می‌شود.

## برندگان
- † = برندگان جایزه اسکار بهترین بازیگر نقش مکمل مرد

### دهه ۱۹۹۰
| سال  | برنده                | فیلم           | نقش                   |
| ---- | -------------------- | -------------- | --------------------- |
| ۱۹۹۰ | جو پشی †             | رفقای خوب      | تامی دِ ویتو           |
| ۱۹۹۱ | تامی لی جونز         | جی‌اف‌کی         | کلِی شاو / کلِی برتراند |
| ۱۹۹۲ | جین هکمن †           | نابخشوده       | لیتل بیل دَگت          |
| ۱۹۹۳ | ریف فاینز            | فهرست شیندلر   | آمون گوت              |
| ۱۹۹۴ | مارتین لاندو †       | اد وود         | بلا لوگوسی            |
| ۱۹۹۵ | کوین اسپیسی †        | مظنونین همیشگی | کایزر شوزه            |
| ۱۹۹۶ | کوبا گودینگ جونیور † | جری مگوایر     | رادنی «راد» تیدول     |
| ۱۹۹۷ | برت رینولدز          | شب‌های عیاشی    | جک هورنر              |
| ۱۹۹۸ | بیلی باب تورنتون     | یک نقشه ساده   | جاکوب میچل            |
| ۱۹۹۹ | هالی جوئل آزمنت      | حس ششم         | کول سیِر               |

### دهه ۲۰۰۰
| سال  | برنده                 | فیلم                    | نقش                 |
| ---- | --------------------- | ----------------------- | ------------------- |
| ۲۰۰۰ | آلبرت فینی            | ارین براکویچ            | ادوارد ال. مَسری     |
| ۲۰۰۱ | بن کینگزلی            | جانور سکسی              | دون لوگان           |
| ۲۰۰۲ | کریس کوپر †           | اقتباس                  | جان لاروش           |
| ۲۰۰۳ | الک بالدوین           | خنک‌کننده                | شلدون «شلی» کاپلو   |
| ۲۰۰۴ | توماس هیدن چرچ        | راه‌های فرعی             | جک کول              |
| ۲۰۰۵ | مت دیلون              | تصادف                   | گروهبان جان رایان   |
| ۲۰۰۶ | جکی ارل هیلی          | بچه‌های کوچک             | رونالد جیمز مک‌گوروی |
| ۲۰۰۷ | خاویر باردم †         | جایی برای پیرمردها نیست | آنتون چیگر          |
| ۲۰۰۸ | هیث لجر (پس از مرگ) † | شوالیه تاریکی           | جوکر                |
| ۲۰۰۹ | کریستف والتس †        | حرامزاده‌های لعنتی       | هانس لاندا          |

### دهه ۲۰۱۰
| سال  | برنده            | فیلم                             | نقش               |
| ---- | ---------------- | -------------------------------- | ----------------- |
| ۲۰۱۰ | کریستین بیل †    | مشت‌زن                            | دیکی اکلوند       |
| ۲۰۱۱ | کریستوفر پلامر † | تازه‌کارها                        | هال فیلدز         |
| ۲۰۱۲ | تامی لی جونز     | لینکلن                           | تادئوس استیونس    |
| ۲۰۱۳ | جرد لتو †        | باشگاه خریداران دالاس            | رایون             |
| ۲۰۱۴ | جی. کی. سیمونز † | ویپلش                            | ترنس فلچر         |
| ۲۰۱۵ | پل دینو          | عشق و بخشش                       | برایان ویلسون     |
| ۲۰۱۶ | ماهرشالا علی †   | مهتاب                            | خوآن              |
| ۲۰۱۷ | سم راکول †       | سه بیلبورد خارج از ابینگ، میزوری | افسر جیسون دیکسون |
| ۲۰۱۸ | ماهرشالا علی †   | کتاب سبز                         | دان شرلی          |
| ۲۰۱۹ | برد پیت †        | روزی روزگاری در هالیوود          | کلیف بوث          |

### دهه ۲۰۲۰
| سال  | برنده       | فیلم              | نقش        |
| ---- | ----------- | ----------------- | ---------- |
| ۲۰۲۰ | دنیل کالویا | یهودا و مسیح سیاه | فرد همپتون |